# Bronce de níquel
El bronce de níquel es una aleación que se obtiene al fusionar cobre (su proporción varía entre el 85% al 90%) y níquel (puede variar su cantidad entre un 15% o un 9%). También algunas aleaciones llevan zinc o incluso aluminio, pero las cantidades de estos metales son escasas o casi nulas (entre 1 y 2%). Esta aleación adopta un color rojizo.

## Usos
Sus usos principales son la producción de artículos de joyería, la acuñación de monedas y la fabricación de algunas partes de instrumentos musicales. Actualmente el uso de este metal para la acuñación de monedas se ha reducido debido a que es demasiado costoso para producir numismas, los países y territorios que usan actualmente monedas de bronce de níquel son Noruega para acuñar monedas de 10 y 20 coronas, Chile con la moneda de 50 pesos, y las colonias francesas de Oceanía acuñan sus monedas de cien francos CFP con esta aleación.